# Zielona Góra (województwo śląskie)
Zielona Góra – osada leśna w Polsce położona w województwie śląskim, w powiecie częstochowskim, w gminie Olsztyn.
W latach 1975–1998 miejscowość położona była w województwie częstochowskim.